# Роуз Блоссом
Роуз Блоссом (англ. Rose Blossom, урождённая Блоссом Бренеман, иногда называемая Донал Блоссом, 15 июня 1905, Сент-Луис, Миссури — 1984, Финикс) — американская актриса, снимавшаяся в эпоху немого кино в Голливуде. Она была на контракте с MGM и часто появлялась в роли наездницы. Она была главной героиней в фильме Бака Джонса «Нежный циклон». Она была известна своим невысоким ростом и худощавым телосложением.

## Биография
Блоссом родилась в Сент-Луисе, штат Миссури, была дочерью Эдварда Бренемана и Бесси Паркер. Она окончила среднюю школу Кирквуда в возрасте 16 лет в 1922 году и два года изучала искусство в Вашингтонском университете в Сент-Луисе, прежде чем переехала в Нью-Йорк, чтобы продолжить карьеру актрисы. После появления в нескольких фильмах, снятых в Нью-Йорке в 1925 году, она переехала в Голливуд и снялась там в ряде фильмов, иногда в главной роли.
10 октября 1928 года она вышла замуж за гольфиста и ресторатора Уильяма Шермана Медарта (англ. William Sherman Medart), и у них родился ребёнок, однако вскоре после этого они расстались. Позже они помирились, вместе занялись бизнесом и к началу 1930-х годов получили известность благодаря своему ларьку с гамбургерами The Cottage в Сент-Луисе, а позже и ресторану Bill Medart’s. Секрет их примирения состоял в том, что она согласилась бросить актёрскую деятельность, а он согласился бросить гольф. У пары было трое детей, прежде чем Роуз стала вдовой, когда Медарт погиб, упав из окна отеля в Париже. Коронер признал его смерть самоубийством.

## Фильмография
- I'll Tell the World (1925) (в титрах не указана)[9]
- Дурак[англ.] (1925)[10]
- Ночной патруль[англ.] (1926)
- Нежный циклон[англ.] (1926)[11]
- Быстрый коп[англ.] (1926)
- Desert Greed (1926)
- Белая фланель[англ.] (1927)
- Приманка ночного клуба[англ.] (1927)
- Поймай как улов[англ.] (1927)
- Шепчущий Смит скачет[англ.] (1927)[12] (сериал)[13]
- Леди, будь хорошей[англ.] (1928)
- Невеста Колорадо[англ.] (1928)[3]